# 馬利舍沃足球會
馬利舍沃足球會(KF Malisheva)是一支位於科索沃的職業足球會，成立於2016年。目前於科索沃足球超級聯賽角逐。該俱樂部位於馬利舍沃，他们的主场是可容纳1,800人的 Liman Gegaj体育场。